# 青麸杨
青麸杨（学名：Rhus potaninii）为漆树科盐肤木属的植物，为中国的特有植物。分布于中国大陆的山西、甘肃、四川、陕西、河南、云南等地，生长于海拔900米至2,500米的地区，多生长在山坡疏林和灌丛中，目前尚未由人工引种栽培。

## 别名
五倍子（陕西） 倍子树（贵州）

## 外部連結
- 五倍子 Wubeizi （页面存档备份，存于） 中藥材圖像數據庫 (香港浸會大學中醫藥學院)